# Brychan
San Brychan Brycheiniog ap Anlach, anche Brocanus o Brecon (419 circa – V secolo), è stato un sovrano gallese.
Regnò sul Regno di Brycheiniog (odierno Brecknockshire, nel Galles) e fu fedele alla Chiesa cattolica e ai suoi insegnamenti. Fu poi canonizzato.

## Biografia

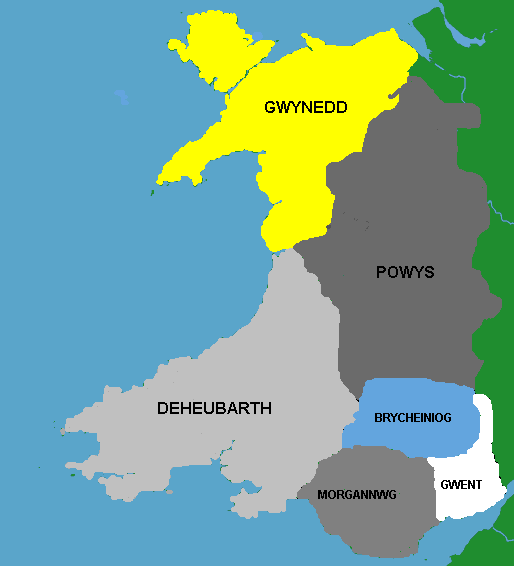
Regni medioevali del Galles

Nacque attorno al 419 da Anlach figlio di Coronac e da Marchel, erede del regno gallese di Garthmadrun (Brycheiniog). Secondo una tradizione agiografica celtica che tende a enfatizzare la connessione del Galles con l'Irlanda, Brychan nacque proprio in Irlanda, ma subito dopo i suoi genitori andarono nel Galles, a Y Fenni-Fach. A quattro anni, Brychan fu affidato a san Drichan, che si trovava lungo il fiume Ysgir, da cui fu educato per sette anni. Dopo un prodigio, Drichan predisse a Brynach un futuro felice e prospero.
Pochi anni dopo, scoppiò la guerra tra Anlach e Banadl, l'usurpatore irlandese del trono del Powys. Lo scontro fu sfavorevole ad Anlach, che fu costretto a mandare Brychan come ostaggio nel Powys. Il giovane principe fu trattato bene alla corte irlandese, dove si innamorò follemente della figlia del suo ospite. Da questa relazione nacque Cynog, che fu poi martirizzato.
Brychan salì sul trono dopo la morte del padre. Come predetto da Drichan, il suo regno fu prospero e felice e in suo onore il popolo chiamò il reame Brycheiniog. Nonostante la sua devozione e la sua pietas religiosa, Brychan non esitò, all'occorrenza, a ricorrere alla forza. Ad esempio, quando una delle sue figlie, santa Gladys, fu rapita dal sovrano del Gwynllwg, San Gwynllyw Farfog: Brychan e i suoi uomini li inseguirono per diversi giorni e diverse notti e alla fine si verificò una tremenda e sanguinosa battaglia, che costò la vita a molti uomini. In un'altra occasione, il sovrano del Regno del Dyfed (o del regno di Gwynedd) fece delle scorrerie nel regno di Brychan, che in risposta lo attaccò, ottenendo una grande vittoria. I corpi dei nemici furono fatti a pezzi e le membra raccolte come trofei.
In tarda età Brychan avrebbe abdicato per ritirarsi in eremitaggio. Morì molto anziano, verso la fine del V secolo e fu sepolto a Ynys Brychan, forse l'isola di Lundy (Scozia). Gli successe il figlio Rhain Dremrudd.

## Figli
Si sposò tre volte e, secondo la tradizione agiografica. È impossibile stabilire un numero preciso: la cifra più popolare è quella di ventiquattro figli e ventiquattro figlie. Tra essi si contano i santi Nectan, Wenna di Talgarth e Eluned. La sua è conosciuta come una delle famiglie sante d'Inghilterra.

## Culto
La sua festa viene celebrata il 6 aprile.